# Корантен Сельтон (станция метро)
Корентен Селтон (фр. Corentin Celton) — станция линии 12 Парижского метрополитена, расположенная в коммуне Исси-ле-Мулино.

## История
- Станция открылась 24 марта 1934 года в составе пускового участка Порт-де-Версаль — Мэри д'Исси под названием "Петит Менаже". Первое название станции было связано с хосписом де Петит Менаже, переехавшим в Исси из VII округа Парижа в 1868 году. 15 октября 1945 года была переименована в честь героя французского Сопротивления Корентена Селтона, убитого немецко-фашистскими оккупантами в 1943 году. Также в честь Селтона был переименован расположенный поблизости от станции госпиталь.
- Пассажиропоток по станции по входу в 2013 году, по данным RATP, составил 3 380 242 человек (156 место по уровню входного пассажиропотока в Парижском метро)[2]

## Галерея

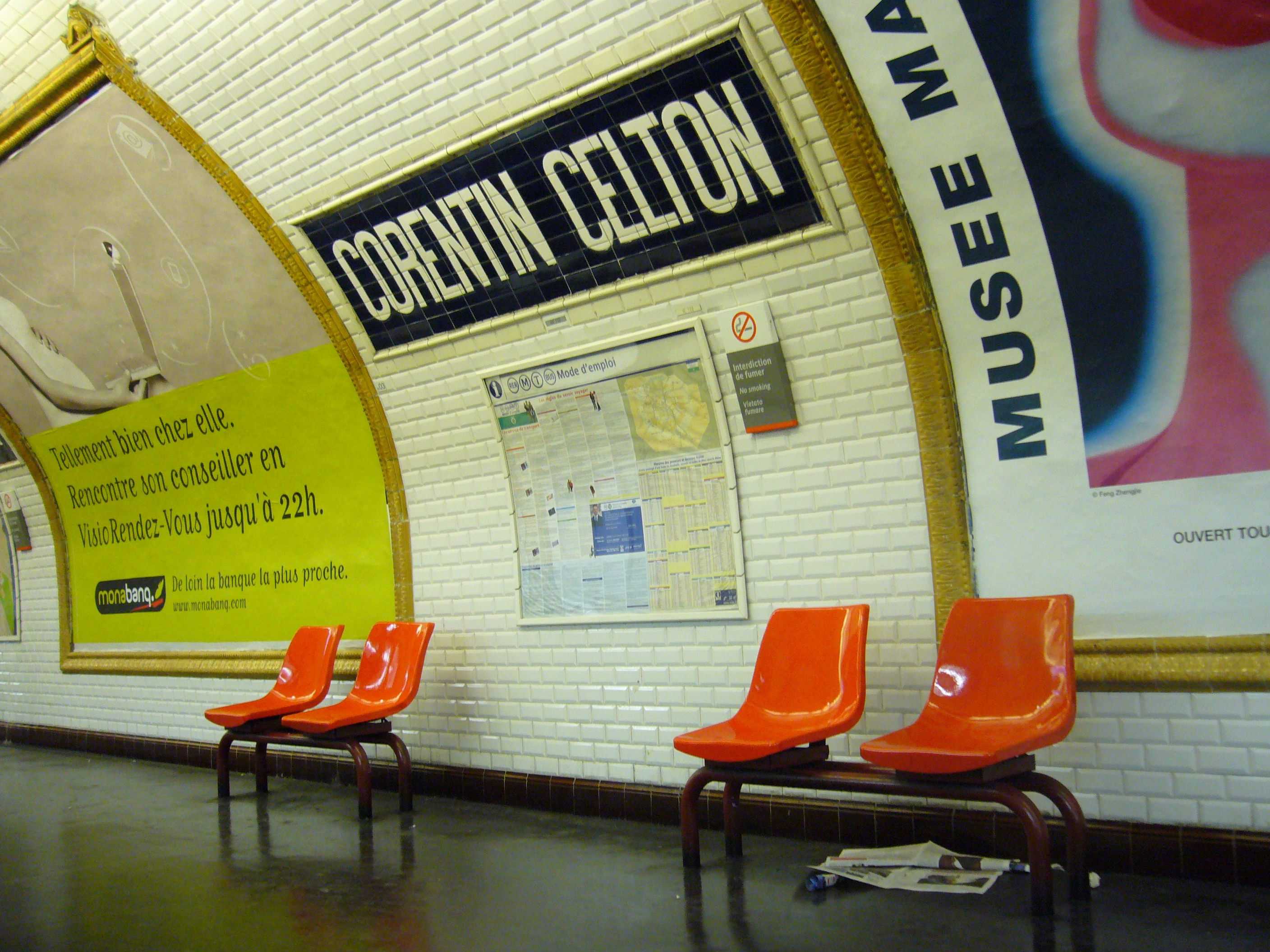
Сиденья возле путевой стены
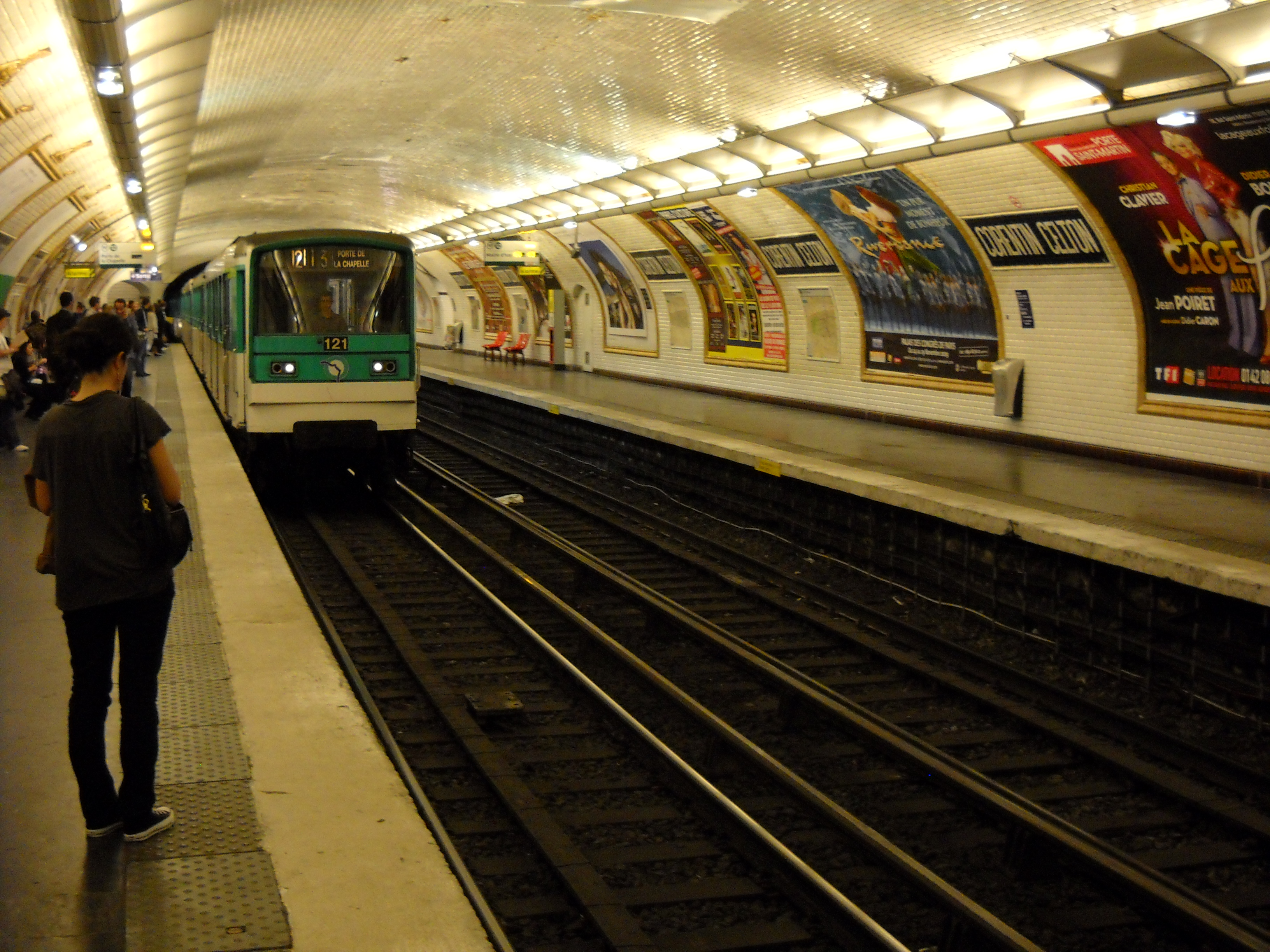
Прибытие состава серии MF 67